# Bezenye megállóhely
Bezenye megállóhely egy Győr-Moson-Sopron vármegyei vasúti megállóhely a GYSEV üzemeltetésében. Rajka és a névadó Bezenye közigazgatási határának közelében, de teljesen rajkai területen helyezkedik el, közvetlenül a 15-ös főút mellett, közúti elérését is az az út biztosítja.

## Vasútvonalak
A megállóhelyet az alábbi vasútvonalak érintik:
- Budapest–Hegyeshalom-vasútvonal

## Kapcsolódó állomások
A megállóhelyhez az alábbi állomások vannak a legközelebb:
- Rajka vasútállomás (Rajka vasútállomás, Budapest–Hegyeshalom-vasútvonal)
- Hegyeshalom vasútállomás (Budapest-Keleti pályaudvar, Budapest–Hegyeshalom-vasútvonal)

## Forgalom
| Járat        | Útvonal | Gyakoriság   |
| ------------ | --- | ------------ |
| személyvonat | Hegyeshalom – Bezenye – Rajka                                                                                                   | Napi 3 pár   |
| személyvonat | Hegyeshalom – Bezenye – Rajka – Rusovce (Oroszvár) – Bratislava-Petržalka (Pozsonyligetfalu)                                    | Napi 4-5 pár |
| személyvonat | Csorna – Bősárkány – Hanságliget – Jánossomorja – Mosonszolnok – Hegyeshalom – Bezenye – Rajka                                  | Napi 2 pár   |
| személyvonat | Győr – Abda – Öttevény – Lébény-Mosonszentmiklós – Kimle-Károlyháza – Mosonmagyaróvár – Levél – Hegyeshalom (– Bezenye – Rajka) | Napi 2-3 pár |